# Arabella Huntington
Arabella Yarrington « Belle » Huntington (vers 1851-1924) était la seconde épouse de Collis Potter Huntington, un magnat des chemins de fer et un industriel américain, puis la seconde épouse de Henry Edwards Huntington (neveu de Collis). Réputée comme étant la femme la plus riche d’Amérique, elle est à l’origine de la collection artistique abritée à la Bibliothèque Huntington. Elle a un fils, Archer Milton Huntington.

## Biographie
Malgré la célébrité de sa famille, les informations sur Arabella sont rares. Aucun acte de naissance n'a été retrouvé et elle est toujours restée évasive quant à sa date de naissance. Elle est née en 1850 ou 1851, probablement à Richmond, en Virginie (voir Wark, p. 312). Toutefois, dans la liste des passagers pour le navire Aquitania, au départ de Cherbourg pour New York en 1921, Arabella se disait née à Mobile, en Alabama, le 9 février 1851. Lors de son second mariage, à Paris, elle se disait née à Union Springs, aux USA, le 1er juin 1857. Ses parents déménagent de l'Alabama à Richmond en 1850. Son père est machiniste, et sa mère tient un établissement hospitalier dont la spécialité n'a jamais été élucidée.
Elle se marie avec John Worsham de New York en 1869. Elle déménage avec lui à New York l'année suivante et ils ont un fils, Archer. John Worhsam meurt peu de temps après leur mariage (d'autres sources ont suggéré qu'ils n'étaient pas réellement mariés, mais qu'elle était sa maîtresse ; on a également laissé entendre que le père d’Archer était en réalité Collis Huntington, qui adopta légalement l'enfant quand il était adolescent).
En 1877, elle achète à New York une propriété qui est par la suite vendue à John D. Rockefeller. Elle investit dans l'immobilier à New York, collectionne l'art et apprend le français.
Elle épouse Collis P. Huntington le 12 juillet 1884 dans sa maison de la 54e rue de New York, et ce dernier adopte son fils Archer. À la mort de celui-ci, en 1900, elle resta veuve une seconde fois.

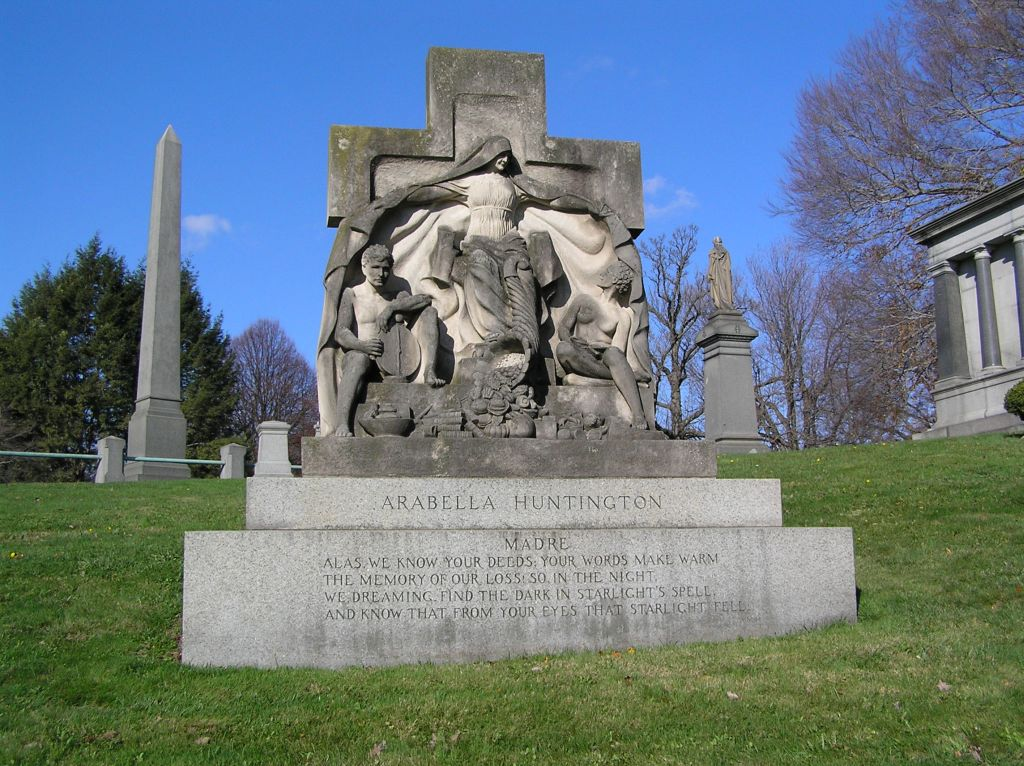
Tombe d'Arabella Huntington au cimetière de Woodlawn, Bronx, New York.

Le 16 juillet 1913, elle épouse Henry Edwards Huntington à l'église américaine de Paris. Ils s'installent à San Marino (Californie) après leur lune de miel. Elle reste avec lui jusqu'à ce qu’elle meurt elle-même en 1924. Sur sa demande, la plupart de ses informations personnelles sont détruites à la suite de son décès.
Elle est enterrée aux côtés d'Henry E. Huntington dans le domaine de la Bibliothèque Huntington. Il existe aussi un mémorial pour Arabella dans l'aile occidentale du bâtiment de la Bibliothèque Huntington, qui a été inauguré en 1927, année de la mort de Henry. Son fils Archer Milton Huntington est un grand bienfaiteur d’organisations à but non lucratif, de musées en particulier, un des plus grands experts de poésie espagnole et fondateur de The Hispanic Society of America à New York.

## Collection d'art
Tout au long de sa vie, Arabella fut une collectionneuse passionnée d’œuvres d’art, de bijoux, d’antiquités, et d’autres articles de luxe. Elle portait un intérêt particulier aux maîtres anciens, aux représentations pieuses du Moyen Âge et de la Renaissance, au mobilier Louis XIV - Louis XV et aux arts décoratifs. À sa mort, la totalité de sa fortune et de ses collections alla à son fils Archer, qui fit don de plusieurs de ses peintures au Metropolitan Museum of Art de New York, entre autres deux Rembrandt, un Vermeer, et plusieurs centaines d'autres peintures, dont la plupart avaient appartenu à son mari Collis. La plus grande partie du contenu de sa résidence principale, sur la 57e rue, y compris la plupart des œuvres d'art, fut dispersé aux enchères. Un grand nombre d'autres biens de la famille, y compris des vêtements, des meubles, des tapisseries et de la porcelaine, ont été légués à d'autres institutions, y compris l'université Yale à New Haven, dans le Connecticut, et au musée artistique du California Palace of the Legion of Honor à San Francisco. Certaines se trouvent dans les collections de la Bibliothèque Huntington elle-même, où elles ont constitué la base d'une exposition consacrée à Arabella au printemps de 2006 et intitulé The Belle of San Marino.
Il est intéressant de noter que seule la petite collection de peintures du Moyen-Âge et de la Renaissance à la Bibliothèque Huntington faisait partie de la collection privée d'Arabella. Elles ont été achetées par Henry Huntington après la mort de son épouse lors d'une vente aux enchères organisée par Archer, le fils de celle-ci. Le reste des objets de la Arabella Memorial Collection à la Bibliothèque Huntington a été acheté après la mort de sa femme par Henry Huntington et sont seulement représentatifs des objets qu'elle possédait autrefois, non des objets réels eux-mêmes.

## Articles liés
- Bibliothèque Huntington